# Beatrix von Kastilien (1242–1303)

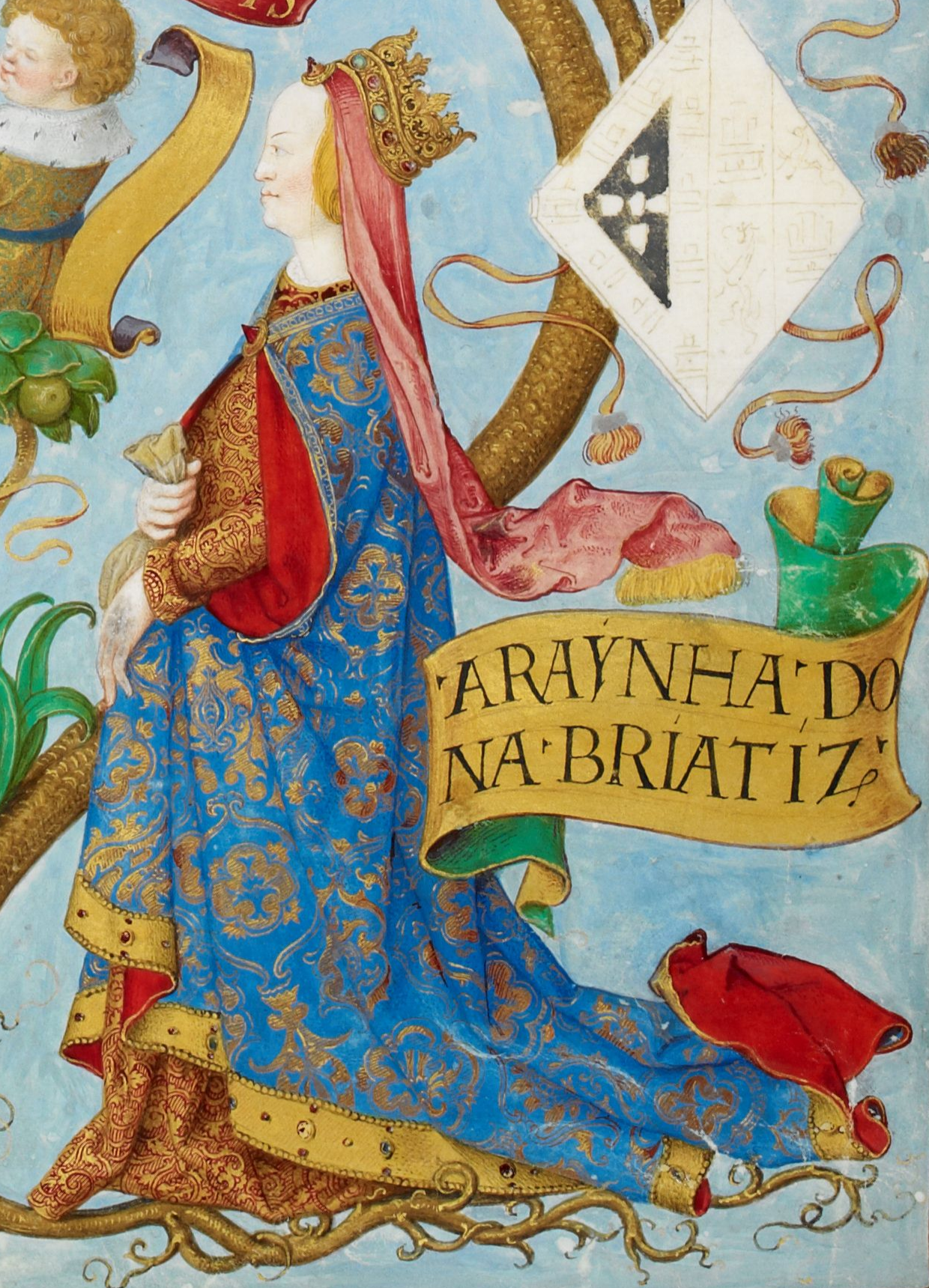
A Rainha Dona Beatriz de Portugal - Miniatur aus der Genealogia dos Reis de Portugal von António de Holanda.

Beatrix von Kastilien (* 1242; † 27. Oktober 1303) war eine Prinzessin von Kastilien und von 1253 bis 1279 Königin von Portugal.
Beatrix wurde 1242 als Tochter von König Alfons X., dem Weisen von Kastilien und der María Guillén de Guzmán geboren. Seit 1257 war ihr Vater auch gewählter König des Heiligen Römischen Reiches, ihr Halbbruder war König Sancho IV., der Tollkühne.
1253 heiratete sie König Alfons III. von Portugal, der gerade seine erste Frau, Mathilde von Dammartin, verstoßen hatte. Sie wurde so als Ehefrau, nicht aber als Regentin aus eigenem Recht portugiesische Königin.
Sie ist nicht zu verwechseln mit Beatrix von Kastilien (1293–1359), einer Tochter ihres Halbbruders Sancho, die als Ehefrau von Alfons IV. von 1325 bis 1357 ebenfalls Königin von Portugal war.

## Nachkommen
Beatrix von Kastilien hatte mit Alfons III. von Portugal acht Kinder:
- D. Branca (* 28. Februar 1259; † 25. April 1321) Äbtissin von Huelgas
- D. Fernando (* 1260; † 1262)
- D. Dionysius (D. Diniz) (* 9. Oktober 1261; † 7. Januar 1325), König von Portugal
- D. Afonso, Herr von Portalegre (* 6. Februar 1263; † 2. Januar 1312) ⚭ Violante Manuela von Castile  Tochter von Juan Manuel von Castile
- D. Sancha (* 2. Februar 1264; † 1279)
- D. Maria (* 2. November 1264; † 1284) Nonne im Kloster St. Johann in Coimbra
- D. Constança (* 1266; † 23. November 1271)
- D. Vicente (* 22. Januar 1268; † 1271)

| Vorgängerin            | Amt                            | Nachfolgerin                   |
| ---------------------- | ------------------------------ | ------------------------------ |
| Mathilde von Dammartin | Königin von Portugal 1253–1279 | Heilige Elisabeth von Portugal |

| Personendaten    | Personendaten                                                  |
| ---------------- | -------------------------------------------------------------- |
| NAME             | Beatrix von Kastilien                                          |
| KURZBESCHREIBUNG | Prinzessin von Kastilien, Königin von Portugal (1253 bis 1279) |
| GEBURTSDATUM     | 1242                                                           |
| STERBEDATUM      | 27. Oktober 1303                                               |